# Phloeocharinae
Sous-famille
Les Phloeocharinae forment une sous-famille de Staphylinidae qui est composée de sept genres. Comme tous les membres de la famille des Staphylinidae, ces insectes sont distinguables par des élytres très courts laissant plus de la moitié du corps exposé. Cette sous-famille est apparue il y a plus de 93 millions d'années.

## Liste des genres[2],[3]
- Charhyphus Sharp, 1887
- Dytoscotes Smetana & Campbell, 1980
- Ecbletus Sharp, 1887
- Phloeocharis Mannerheim, 1830
- Phloeognathus Steel, 1953
- Pseudophloecharis Steel, 1950
- Vicelva Moore & Legner, 1973

## Écologie
On retrouve généralement les membres de cette sous-famille dans les endroits humides, la litière de feuilles ou sous les écorces. La biologie de ce groupe est très peu connue.